# الاواسي (عثد)

تعديل مصدري - تعديل

الاواسي محلة تابعة لقرية عثد، التابعة لعزلة ضابي بمديرية بعدان إحدى مديريات محافظة إب في الجمهورية اليمنية، بلغ تعداد سكانها 55 حسب تعداد اليمن لعام 2004.